# Роббинс, Джером
Джером Роббинс (англ. Jerome Robbins; 11 октября 1918 — 29 июля 1998) — американский хореограф и режиссёр. Обладатель совместной премии «Оскар» с Робертом Уайзом за фильм «Вестсайдская история» (1961). Единственный режиссёр, получивший эту премию за свой дебютный фильм, ставший и последним.

## Биография
Родился в семье еврейских эмигрантов под именем Джером Уилсон Рабиновиц (англ. Jerome Wilson Rabinowitz). В детстве учился игре на скрипке.
В 1936 году, в возрасте восемнадцати лет, поступил в танцевальную школу. Как танцовщик выступал в комическом амплуа, стал известен в 1942 году после исполнения роли Петрушки в одноимённом балете Игоря Стравинского. В середине сороковых годов был членом коммунистической партии Америки, за что позже преследовался за «антиамериканскую деятельность».
Стал балетмейстером труппы Нью-Йорк Сити балет по приглашению Джорджа Баланчина. Многолетнее творческое сотрудничество двух балетмейстеров является уникальным в истории балетного театра: являясь полной противоположностью друг друга как по стилю, так и по принципу работы, они долгие годы занимали равноправное положение в труппе. В отличие от Баланчина, который постоянно требовал от исполнителей преодолевать себя, выходить за пределы своих технических возможностей, Роббинс больше внимания обращал на актёрские аспекты работы. Его постоянным замечанием, обращённым к танцовщикам, было Take it easy — «спокойнее», «не переусердствуй». Также его отличало необыкновенное чувство юмора, что нашло своё отражение в балете «Концерт» (1956).
Роббинс активно работал как в балете, куда он привнёс приёмы эстрадного джаз-танца, так и в мюзикле. Свой первый спектакль, балет «Матросы на берегу» на музыку Леонарда Бернстайна (1944), он в том же году переставил на Бродвее в качестве мюзикла «Увольнение в город».
Особую известность Роббинсу принёс фильм «Вестсайдская история» (1961), снятый по собственному мюзиклу 1957 года. Грамотное либретто, динамичный сюжет, экспрессивная хореография, в которой слились классическая техника и современный танец, сделали этот фильм-мюзикл известным во всем мире, а его создателю принесли премию «Оскар» 1962 года в номинации «лучшая режиссура» (впервые эта награда была разделена двумя людьми). Последним мюзиклом, поставленным Роббинсом, стал «Скрипач на крыше» (1964).
В 1969 году с труппой «Нью-Йорк Сити балле» осуществил постановку одноактного балета «Танцы на вечеринке» на музыку Ф. Шопена, которой И. Стравинский дал «восторженный отзыв»: «Работа прекрасно задумана и исполнена (в сравнении с Роббинсом остальные хореографы как будто просто передвигают танцоров по сцене). К тому же он умно использует музыку».
После велосипедной аварии в 1990 году и операции на сердце в 1996 году у Роббинса проявились признаки болезни Паркинсона, стал быстро ухудшаться слух. В 1998 году он перенёс обширный инсульт, через два месяца после которого он умер.

## Постановки
- 14 мая 1953 — «Послеполуденный отдых фавна[англ.]» на музыку Клода Дебюсси, Городской центр музыки и драмы[англ.].
- 6 марта 1956 — «Концерт, или опасность для каждого» на музыку Фредерика Шопена, Городской центр музыки и драмы[англ.].
- 29 января 1970 — «В ночи» на музыку Фредерика Шопена, Нью-Йоркский театр[англ.], Линкольн-центр.
- 1972 — «Пульчинелла» совместно с Джорджем Баланчиным на музыку Игоря Стравинского для труппы Нью-Йорк Сити балет.
- 18 января 1979 — «Времена года[англ.]» на музыку Джузеппе Верди, Нью-Йоркский театр[англ.], Линкольн-центр.

## Память
Джерому Роббинсу установлен памятник в Сполето, напротив Театро-Нуово.